# John Appel
John Appel (Wognum, 25 novembre 1958) è un regista olandese.

## Biografia
Laureatosi nel 1987 presso l'Accademia di Cinema di Amsterdam, è autore di numerosi documentari. Nel 1999 è stato premiato con il "Joris Ivens Award" in occasione dell'International Documentary Film Festival Amsterdam, per il documentario "Andre Hazes/She Belevies in Me".

## Filmografia
- André Hazes, zij gelooft in mij (1999)
- Gij zult niet doden (2001)
- Het beloofde land (2001)
- Senegal Surplace (2003)
- The Last Victory (2004)
- The Player (2009)
- Wrong Time Wrong Place (2012)